# Nottingham Open
A Nottingham Open (szponzorált hivatalos neve: Aegon Nottingham Open) évente  megrendezett tenisztorna férfiak és nők számára füves pályán Nagy-Britanniában, Nottinghamben. Mindkét nemnél 32 játékos indulhat a főtáblán egyéniben, és 16 csapat párosban. A mérkőzéseket júniusban, a wimbledoni verseny előtti időszakban fűvön rendezik.
A férfiak versenye az ATP World Tour 250 Series versenysorozatának része volt 2015 és 2016 között, 2017 óta ismét az ATP Challenger Tour része. A női verseny 2019-ig WTA International kategóriájú volt, 2021-től a WTA 250 tornák között található. Az összdíjazás a férfiaknál 127 000 amerikai dollár, a nőknél 275 000 dollár. Mindkét versenyen 32 játékos szerepelhet az egyéni versenyen, és 16 csapat a párosok versenyén.

## A verseny története
Nottinghamben már 1970-től (nőknek 1971-től) rendeztek nemzetközi teniszversenyeket. A sorozat 2008-ban megszakadt, amikor 2009-től a versenyt összevonták az Eastbourne-ben rendezett Eastbourne Opennel. 2011-től ismét elkezdtek versenyeket rendezni a Nottingham Tennis Centre pályáin, amelyek az ATP Challenger kategóriájába tartoztak.
2015-től a szponzoráció révén megemelt díjazással mind a férfi, mind a női verseny bekerült a nemzetközi tenisz versenynaptárába.

## Az eddigi győztesek

### Férfi egyes
| Év       | Bajnok                 | Döntős                 | Eredmény                |
| -------- | ---------------------- | ---------------------- | ----------------------- |
| 2017–től | Challenger torna       | Challenger torna       | Challenger torna        |
| 2016     | Steve Johnson          | Pablo Cuevas           | 7–6(7–5), 7–5           |
| 2015     | Denis Istomin          | Sam Querrey            | 7–6(7–1), 7–6(8–6)      |
| 2011–14  | Challenger torna       | Challenger torna       | Challenger torna        |
| 2009–10  | Nem rendeztek versenyt | Nem rendeztek versenyt | Nem rendeztek versenyt  |
| 2008     | Ivo Karlović           | Fernando Verdasco      | 7–5, 6–7(4–7), 7–6(8–6) |
| 2007     | Ivo Karlović           | Arnaud Clément         | 3–6, 6–4, 6–4           |
| 2006     | Richard Gasquet        | Jonas Björkman         | 6–4, 6–3                |
| 2005     | Richard Gasquet        | Max Mirnyi             | 6–2, 6–3                |
| 2004     | Paradorn Srichaphan    | Thomas Johansson       | 1–6, 7–6(7–4), 6–4      |
| 2003     | Greg Rusedski          | Mardy Fish             | 6–3, 6–2                |
| 2002     | Jonas Björkman         | Wayne Arthurs          | 6–2, 6–7(5–7), 6–2      |
| 2001     | Thomas Johansson       | Harel Levy             | 7–5, 6–3                |
| 2000     | Sébastien Grosjean     | Byron Black            | 7–6(9–7), 6–3           |
| 1999     | Cédric Pioline         | Kevin Ullyett          | 6–3, 7–5                |
| 1998     | Jonas Björkman         | Byron Black            | 6–3, 6–2                |
| 1997     | Greg Rusedski          | Karol Kučera           | 6–4, 7–5                |
| 1996     | Jan Siemerink          | Sandon Stolle          | 6–3, 7–6(7–0)           |
| 1995     | Javier Frana           | Todd Woodbridge        | 7–6(7–4), 6–3           |
| 1978–94  | Nem rendeztek versenyt | Nem rendeztek versenyt | Nem rendeztek versenyt  |
| 1977     | Tim Gullikson          | Jaime Fillol           | Eső miatt elmaradt      |
| 1976     | Jimmy Connors          | Ilie Năstase           | 6–2, 4–6                |
| 1975     | Tom Okker              | Tony Roche             | 6–1, 3–6, 6–3           |
| 1974     | Stan Smith             | Alex Metreveli         | 6–3, 1–6, 6–3           |
| 1973     | Eric van Dillen        | Frew McMillan          | 3–6, 6–1, 6–1           |
| 1971–72  | Nem rendeztek versenyt | Nem rendeztek versenyt | Nem rendeztek versenyt  |
| 1970     | Andrew Smith           | Chauncey Steele        | 6–3, 6–1                |

### Férfi páros
| Év      | Bajnok                                 | Döntős                                | Eredmény                             |
| ------- | -------------------------------------- | ------------------------------------- | ------------------------------------ |
| 2020    | Elmaradt a koronavírus-járvány miatt   | Elmaradt a koronavírus-járvány miatt  | Elmaradt a koronavírus-járvány miatt |
| 2019    | Santiago González Aisam-ul-Haq Qureshi | Kung Mao-hszin Csang Cö               | 4–6, 7–6(7–5), [10–5]                |
| 2018    | Frederik Nielsen Joe Salisbury         | Austin Krajicek Jeevan Nedunchezhiyan | 7–6(7–5), 6–1                        |
| 2017    | Ken Skupski Neal Skupski               | Matt Reid John-Patrick Smith          | 7–6(7–1), 2–6, [10–7]                |
| 2016    | Dominic Inglot Daniel Nestor           | Ivan Dodig Marcelo Melo               | 7–5, 7–6(7–4)                        |
| 2015    | Chris Guccione André Sá                | Pablo Cuevas David Marrero            | 6–2, 7–5                             |
| 2011–14 | Challenger Tournament                  | Challenger Tournament                 | Challenger Tournament                |
| 2009–10 | Nem rendeztek versenyt                 | Nem rendeztek versenyt                | Nem rendeztek versenyt               |
| 2008    | Bruno Soares Kevin Ullyett             | Jeff Coetzee Jamie Murray             | 6–2, 7–6(7–5)                        |
| 2007    | Jamie Murray Eric Butorac              | Joshua Goodall Ross Hutchins          | 4–6, 6–3, 10–5                       |
| 2006    | Jonathan Erlich Andy Ram               | Igor Kunitsyn Dmitry Tursunov         | 6–3, 6–2                             |
| 2005    | Jonathan Erlich Andy Ram               | Simon Aspelin Todd Perry              | 4–6, 6–3, 7–5                        |
| 2004    | Paul Hanley Todd Woodbridge            | Rick Leach Brian MacPhie              | 6–4, 6–3                             |
| 2003    | Bob Bryan Mike Bryan                   | Joshua Eagle Jared Palmer             | 7–6(7–3), 4–6, 7–6(7–4)              |
| 2002    | Mike Bryan Mark Knowles                | Donald Johnson Jared Palmer           | 0–6, 7–6(7–3), 6–4                   |
| 2001    | Donald Johnson Jared Palmer            | Paul Hanley Andrew Kratzmann          | 6–4, 6–2                             |
| 2000    | Piet Norval Donald Johnson             | Ellis Ferreira Rick Leach             | 1–6, 6–4, 6–3                        |
| 1999    | Patrick Galbraith Justin Gimelstob     | Marius Barnard Brent Haygarth         | 5–7, 7–5, 6–3                        |
| 1998    | Justin Gimelstob Byron Talbot          | Sébastien Lareau Daniel Nestor        | 7–5, 6–7, 6–4                        |
| 1997    | Ellis Ferreira Patrick Galbraith       | Danny Sapsford Chris Wilkinson        | 4–6, 7–6, 7–6                        |
| 1996    | Mark Petchey Danny Sapsford            | Neil Broad Piet Norval                | 6–7, 7–6, 6–4                        |
| 1995    | Luke Jensen Murphy Jensen              | Patrick Galbraith Danie Visser        | 6–2, 6–4                             |

### Női egyes
| Év        | Bajnok                               | Döntős                               | Eredmény                             |
| --------- | ------------------------------------ | ------------------------------------ | ------------------------------------ |
| 2025      | McCartney Kessler                    | Dajana Jasztremszka                  | 6–4, 7–5                             |
| 2024      | Katie Boulter                        | Karolína Plíšková                    | 4–6, 6–3, 6–2                        |
| 2023      | Katie Boulter                        | Jodie Burrage                        | 6–3, 6–3                             |
| 2022      | Beatriz Haddad Maia                  | Alison Riske                         | 6–4, 1–6, 6–3                        |
| 2021      | Konta Johanna                        | Csang Suaj                           | 6–2, 6–1                             |
| 2020      | Elmaradt a koronavírus-járvány miatt | Elmaradt a koronavírus-járvány miatt | Elmaradt a koronavírus-járvány miatt |
| 2019      | Caroline Garcia                      | Donna Vekić                          | 2–6, 7–6(4), 7–6(4)                  |
| 2018      | Ashleigh Barty                       | Konta Johanna                        | 6–3, 3–6, 6–4                        |
| 2017      | Donna Vekić                          | Konta Johanna                        | 2–6, 7–6(7–3), 7–5                   |
| 2016      | Karolína Plíšková                    | Alison Riske                         | 7–6(8), 7–5                          |
| 2015      | Ana Konjuh                           | Monica Niculescu                     | 1–6, 6–4, 6–2                        |
| 2011–14   | ITF-verseny                          | ITF-verseny                          | ITF-verseny                          |
| 1974–2010 | Nemrendeztek versenyt                | Nemrendeztek versenyt                | Nemrendeztek versenyt                |
| 1973      | Billie Jean King                     | Virginia Wade                        | 8–6, 6–4                             |
| 1972      | Billie Jean King                     | Evonne Goolagong                     | Eső miatt elmaradt                   |
| 1971      | Julie Heldman                        | Barbara Hawcroft                     | 6-4, 7-9, 6-3                        |

### Női páros
| Év        | Bajnok                               | Döntős                               | Eredmény                             |
| --------- | ------------------------------------ | ------------------------------------ | ------------------------------------ |
| 2025      | Beatriz Haddad Maia Laura Siegemund  | Anna Danilina Sibahara Ena           | 6–3, 6–2                             |
| 2024      | Gabriela Dabrowski Erin Routliffe    | Harriet Dart Diane Parry             | 5–7, 6–3, [11–9]                     |
| 2023      | Ulrikke Eikeri Ingrid Neel           | Harriet Dart Heather Watson          | 7–6(6), 5–7, [10–8]                  |
| 2022      | Beatriz Haddad Maia Csang Shuai      | Caroline Dolehide Monica Niculescu   | 7–6(2), 6–3                          |
| 2021      | Ljudmila Kicsenok Ninomija Makoto    | Caroline Dolehide Storm Sanders      | 6–4, 6–7(3), [10–8]                  |
| 2020      | Elmaradt a koronavírus-járvány miatt | Elmaradt a koronavírus-járvány miatt | Elmaradt a koronavírus-járvány miatt |
| 2019      | Desirae Krawczyk Giuliana Olmos      | Ellen Perez Arina Rodionova          | 7–6(5), 7–5                          |
| 2018      | Alicja Rosolska Abigail Spears       | Mihaela Buzărnescu Heather Watson    | 6–3, 7–6(5)                          |
| 2017      | Monique Adamczak Storm Sanders       | Jocelyn Rae Laura Robson             | 6–4, 4–6, [10–4]                     |
| 2016      | Andrea Hlaváčková Peng Suaj          | Gabriela Dabrowski Jang Csao-hszüan  | 7–5, 3–6, [10–7]                     |
| 2015      | Raquel Kops-Jones Abigail Spears     | Jocelyn Rae Anna Smith               | 3–6, 6–3, [11–9]                     |
| 2011–14   | ITF-verseny                          | ITF-verseny                          | ITF-verseny                          |
| 1974–2010 | Nemrendeztek versenyt                | Nemrendeztek versenyt                | Nemrendeztek versenyt                |
| 1973      | Rosie Casals Billie Jean King        | Chris Evert Betty Stöve              | 6–2, 9–7                             |